# عالم الأمس (كتاب)
عالم الأمس (the world of yesterday) ، هو كتاب يحكي مذكرات الكاتب النمساوي شتيفان تسفايغ ترجمهُ للعربية المترجم السوري عارف حديفة وصدر عن دار المدى في دمشق عام 2007.

## حول الكتاب
في يوم انتحار شتيفان تسفايغ عام 1942 أرسل مخطوطاً إلى ناشره، لم يكن ذلك المخطوط إلا كتابه الأخير (عالم الأمس) ، هناك اتفاق عالمي على إدارج هذا الكتاب ضمن كتب المذكرات ولكن من يقرأ الكتاب يعرف أن شتيفان تسفايغ يكتب مذكرات العصر الأكثر دموية في تاريخ أوروبا ، فمن الممكن قراءة الكتاب كوصية شخصية موجهة للجميع (يريد تسفايغ منها أن تكون رؤية عن النمسا وأوروبا الممزقين والواقعين تحت نير النازية وأهوال الحرب العالمية الثانية).
فمن الفصل الأول (عالم الأمان) إلى الفصل الأخير (انحطاط السلام) يحكي الكاتب عن معاشرته لكبرى العقول في عصره، أراد تسفايغ أن يروي مذكرات جيل كامل ذلك الجيل الذي عاشه وعرفه، ولم يتطرق أبدا إلى أي جانب من جوانب شخصيته إلا إذا أراد قول شيء معين عن الحقبة التاريخية التي عاشها.

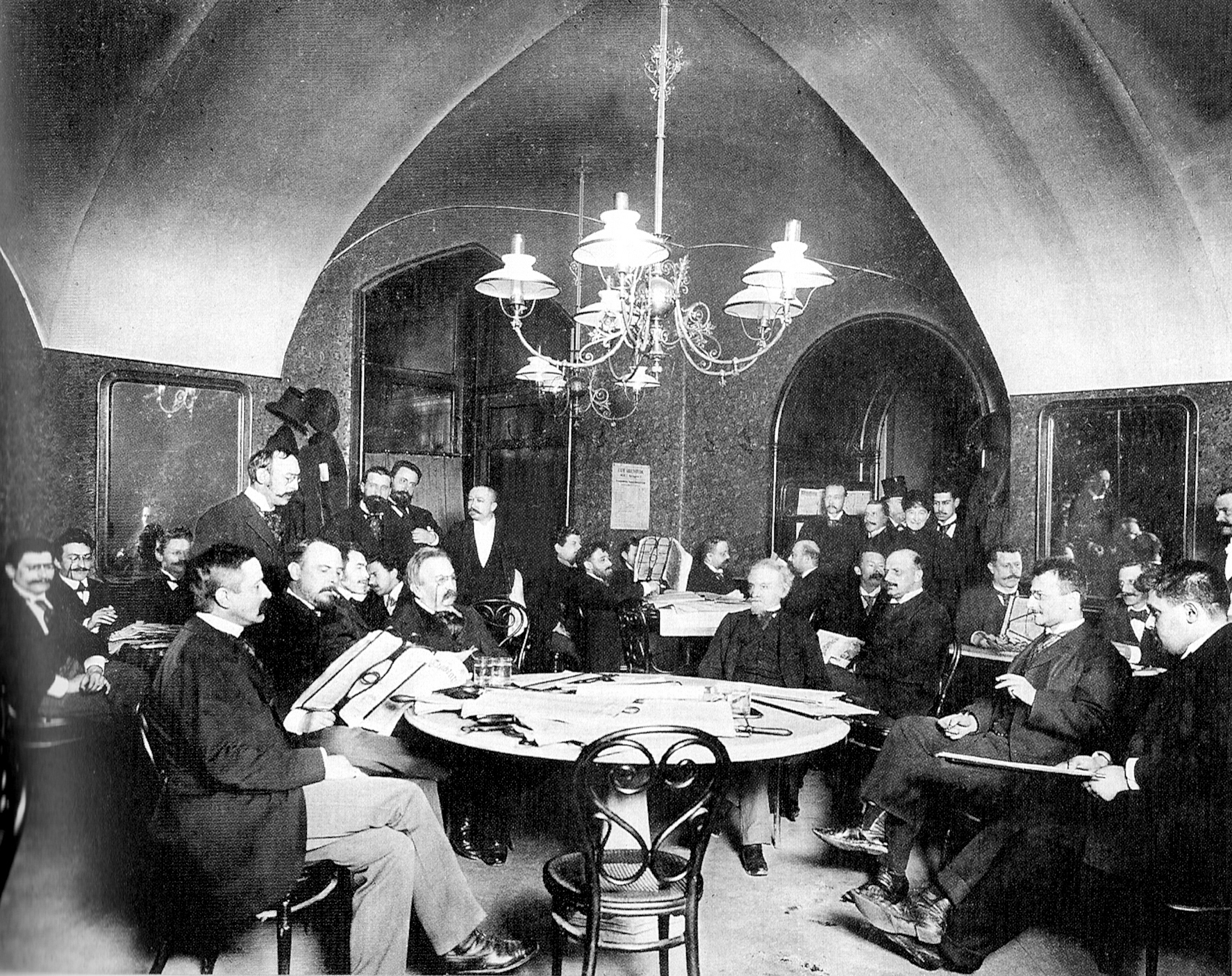
مقهى غراينستايد في فينا قبل عام 1897،حيث أشار شتيفان تسفايغ لهُ بأنه مقر الأدب الشاب

## الرسالة الأخيرة
نشر مترجم الكتاب عارف حديفة الرسالة الأخيرة التي كتبها شتيفان تسفايغ قبل أن ينتحر في مدينة بتروبوليس البرازيلية في 23 فبراير 1942.
```
ويقول في الرسالة(قبل مفارقتي الحياة بإرادتي الحرة، وفي صحة من عقلي، أنا مرغم على الوفاء بالتزام أخير: أن أقدم شكري الصادر من القلب إلى البرازيل، هذا البلد الرائع الذي وفر كرمه لي ولعملي كل اسباب الراحة. لقد تعاظم حبي للبلاد يوماً بعد يوم، ولم أكن لأؤثر بناء حياة جديدة الا فيها بعد ان توارى عالم لغتي عني، ودمرت أوروبا، موطني الروحي، نفسها،
```

لكن الذي بلغ الستين من العمر يحتاج إلى طاقات غير عادية حتى يبدأ بداية جديدة كل الجدة، وما لدي من طاقات قد استنزفتها اعوام التشرد المديدة. لذلك من الأفضل في اعتقادي ان أختتم في الوقت المناسب، وأنا منتصب القامة، حياة كان العمل الفكري فيها يعني الفرح الاصفى، والحرية الشخصية الأنقى، والخير الاسمى على الأرض،
تــحــياتي الــى كل اصدقائي! عسى ان تتسنى لهــم رؤيــة الفــجر بعد هذا الليل الــطويل! وهــا انــذا أتــقدمهم، وقــد فرغ صــبري تــماماً).